# Wereldbeker schaatsen 2011/2012 - Ploegenachtervolging vrouwen
De ploegenachtervolging voor vrouwen tijdens de wereldbeker schaatsen 2011/2012 begon op 20 november 2011 in Tsjeljabinsk en eindigde op 11 maart 2012 tijdens de wereldbekerfinale in Berlijn.
Titelverdediger was de Nederlandse ploeg, maar die wist zich onder andere door een val in Heerenveen niet voor de wereldbekerfinale te plaatsen. Dat gold ook voor Duitsland en Noorwegen de andere teams op het podium van het vorige jaar. Het team van Canada won dit keer drie van de vier races alsmede het eindklassement.
Deze wereldbekercompetitie was tevens het kwalificatietoernooi voor de WK afstanden 2012.

## Podia
| Wedstrijd:   | Goud:                                                           | Tijd    | Zilver:                                                         | Tijd    | Brons:                                                          | Tijd    |
| Tsjeljabinsk | Canada Cindy Klassen Christine Nesbitt Brittany Schussler       | 3.02,07 | Nederland Marrit Leenstra Diane Valkenburg Ireen Wüst           | 3.02,72 | Rusland Jekaterina Lobysjeva Jekaterina Sjichova Joelia Skokova | 3.03,37 |
| Heerenveen   | Canada Cindy Klassen Christine Nesbitt Brittany Schussler       | 3.00,01 | Rusland Jekaterina Lobysjeva Jekaterina Sjichova Joelia Skokova | 3.02,38 | Zuid-Korea Kim Bo-reum Lee Ju-youn Noh Seon-yeong               | 3.03,18 |
| Hamar        | Rusland Jekaterina Lobysjeva Jekaterina Sjichova Joelia Skokova | 3.04,83 | Polen Natalia Czerwonka Katarzyna Woźniak Luiza Złotkowska      | 3.05,57 | Zuid-Korea Kim Bo-reum Lee Ju-youn Noh Seon-yeong               | 3.05,65 |
| Berlijn      | Canada Cindy Klassen Christine Nesbitt Brittany Schussler       | 3.01,03 | Zuid-Korea Kim Bo-reum Lee Ju-youn Noh Seon-yeong               | 3.03,29 | Rusland Jekaterina Lobysjeva Jekaterina Sjichova Joelia Skokova | 3.04,51 |

## Eindstand
| #      | Land             | Schaatssters                                                    | TSJ | HEE | HAM | BER | Totaal |
| ------ | ---------------- | --------------------------------------------------------------- | --- | --- | --- | --- | ------ |
| Goud   | Canada           | Christ, Klassen, Nesbitt, Schussler, Tutt                       | 100 | 100 | 40  | 150 | 390    |
| Zilver | Rusland          | Lobysjeva, Sjichova, Skokova                                    | 70  | 80  | 100 | 105 | 355    |
| Brons  | Zuid-Korea       | Kim, Lee, Noh                                                   | 60  | 70  | 70  | 120 | 320    |
| 4      | Polen            | Czerwonka, Domańska-Ksyt, Woźniak, Złotkowska                   | 45  | 50  | 80  | 90  | 265    |
| 5      | Japan            | Hozumi, Ishino, Ishizawa, Kodaira, Takagi                       | 40  | 60  | 50  | —   | 150    |
| 6      | Nederland        | Leenstra, Valkenburg, Voorhuis, L. de Vries, Wüst               | 80  | 0   | 60  | —   | 140    |
| 7      | Duitsland        | Angermüller, Hirschbichler, Kraus, Mattscherodt, Ost, Pechstein | 50  | 40  | 32  | —   | 122    |
| 8      | Verenigde Staten | Gunther, Lamb, Rookard, Swider-Peltz, Jr.                       | 36  | 36  | 36  | —   | 108    |
| 9      | Noorwegen        | Bøkko, Hemmer, Njåtun                                           | —   | 45  | 45  | —   | 90     |

2004/2005 · 
2005/2006 · 
2006/2007 · 
2007/2008 · 
2008/2009 · 
2009/2010 · 
2010/2011 · 
2011/2012 · 
2012/2013 · 
2013/2014 · 
2014/2015 · 
2015/2016 · 
2016/2017 · 
2017/2018 · 
2018/2019 · 
2019/2020 · 
2020/2021 · 
2021/2022 · 
2022/2023 · 
2023/2024 · 
2024/2025